# Deutsche Bank
Deutsche Bank AG (dosłownie z niem.: Bank Niemiecki) – bank międzynarodowy, działający na całym świecie. W jego strukturach pracuje 84 659 pracowników (wrzesień 2021). Siedzibą jest Frankfurt nad Menem, funkcję prezesa zarządu sprawuje Christian Sewing, a przewodniczącym rady nadzorczej jest Alexander Wynaendts.

## Historia
DB został założony 22 stycznia 1870 r. w Berlinie przez Adelberta Delbrücka i Ludwiga Bambergera, którzy zamierzali się specjalizować w obsłudze handlu zagranicznego. Pierwsze oddziały zagraniczne banku zostały otwarte w Londynie (1873), Szanghaju (1872) i Jokohamie (1872). Następnie w 1876 r. DB wchłonął Berliner Bank-Verein i Deutsche Union-Bank, stając się tym samym największym bankiem w Niemczech.
Pierwszymi głównymi przedsięwzięciami, w których uczestniczyło przedsiębiorstwo, były budowa Northern Pacific Railway w Stanach Zjednoczonych (1883) oraz Kolei Bagdadzkiej (1888). Bank uczestniczył także w emisji obligacji zakładów stalowych Kruppa (1885) oraz wprowadzał spółkę chemiczną Bayer na giełdę berlińską.
W pierwszych trzech dekadach XX wieku następowały dalsza ekspansja i wchłonięcie innych lokalnych banków niemieckich, a w 1929 r. doszło do fuzji z drugim dużym konkurentem Disconto-Gesellschaft oraz przejęcia A. Schaaffhausen’scher Bankverein.
Po dojściu Hitlera do władzy w 1933 r. z zarządu spółki musiało odejść trzech członków żydowskiego pochodzenia. DB uczestniczył także w niechlubnym procederze grabieży majątków żydowskich w III Rzeszy. W czasie wojny w jego struktury były włączane banki z okupowanych państw Europy Wschodniej. Bank pomagał także w działalności Gestapo, a także udzielił pożyczki na budowę obozu koncentracyjnego w Oświęcimiu i pobliskich instalacji przedsiębiorstwa IG Farben. W grudniu 1999 r. DB wraz z innymi niemieckimi przedsiębiorstwami wpłacił na specjalny fundusz 5,2 mld $ dla osób, które były ofiarami Holocaustu i prześladowań III Rzeszy.
Po przegranej państw Osi w II wojnie światowej alianckie władze okupacyjne nakazały 1 kwietnia 1948 podzielenie Deutsche Bank na oddziały regionalne. Później 10 banków, które powstały w wyniku tego podziału, połączyło się w 3 główne banki:
- Norddeutsche Bank AG
- Süddeutsche Bank AG
- Rheinisch-Westfälische Bank AG

W 1957 doszło z kolei do fuzji tych trzech banków, a następnie do serii przejęć, takich jak m.in. państwowego banku GDR po zjednoczeniu RFN i NRD w 1990 r., londyńskiego banku inwestycyjnego Morgan Grenfell w 1989 r.; Bankers Trust z Nowego Jorku i – częściowo – francuskiego Crédit Lyonnais w 1999 r.
W 1995 bank rozpoczął proces zmiany branży z typowego banku komercyjnego na bank inwestycyjny, bank ma też oferować doradztwo w zakresie inwestycyjnych produktów bankowych. W 2005 r. 75% jego przychodów stanowiły właśnie te dwie ostatnie formy działalności.
W 1998 współzałożyciel inicjatywy Cash Group.
W 2016 kurs akcji banku osiągał historyczne minima, a uzyskiwane wyniki stały się podstawą dyskusji na temat możliwości bankructwa banku.

## Działalność
Deutsche Bank dzieli się na trzy grupy organizacyjne: pierwszą jest dział zajmujący się obsługą przedsiębiorstw, drugi dział zajmuje się osobami fizycznymi, a trzeci działalnością inwestycyjną.
Logo banku zostało zaprojektowane przez Antona Stankowskiego w 1974 roku.
W Polsce działa Deutsche Bank Polska S.A.